# Bernal González Acosta
Bernal Gabriel González Acosta (* 10. Juni 1973 in San José) ist ein costa-ricanischer Schachspieler.
Die costa-ricanische Einzelmeisterschaft konnte er mehrmals gewinnen. Er spielte für Costa Rica bei elf Schacholympiaden: 1990, 1994, 2000, 2004 bis 2018. Bei der Schacholympiade 1994 erhielt er eine individuelle Silbermedaille für sein Ergebnis von 9 Punkten aus 11 Partien am dritten Brett.
Im Jahre 1993 wurde ihm der Titel Internationaler Meister (IM) verliehen. Der Großmeister-Titel (GM) wurde ihm 2015 verliehen. Seit 2005 trägt er den Titel eines FIDE-Trainers.
| Hier fehlt eine Grafik, die leider im Moment aus technischen Gründen nicht angezeigt werden kann. Wir arbeiten daran! |